# Urteil des Paris

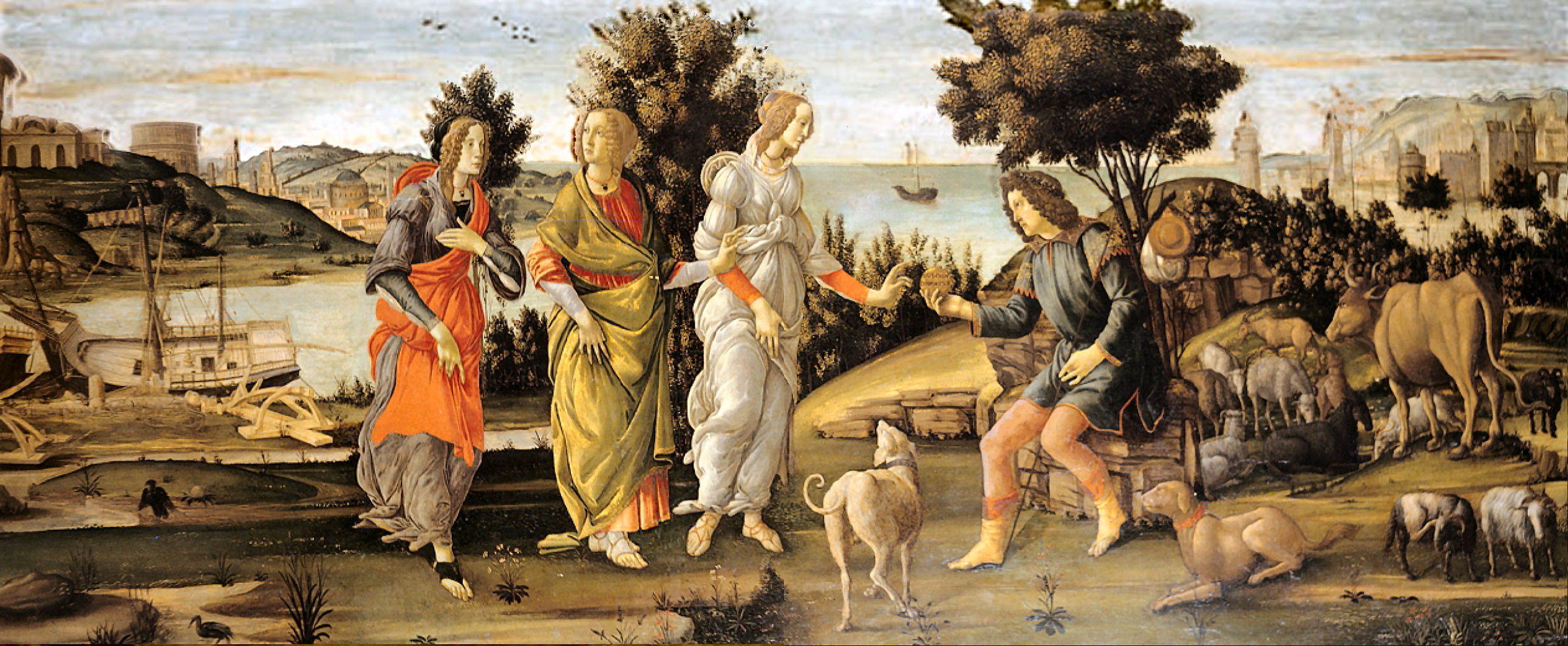
Sandro Botticelli: Das Urteil des Paris, 1485–1488, Tempera auf Leinwand, Venedig, Fondazione Cini.

Das Urteil des Paris ist eine berühmte Episode der griechischen Mythologie. Der junge Prinz Paris muss das Urteil fällen, welche von drei Göttinnen die schönste ist: Hera, Athene oder Aphrodite.
Bei Homer wird auf das Thema nur angespielt, in der Komödie, der Satire und im Roman wird es dagegen breiter behandelt.

## Griechische Mythologie

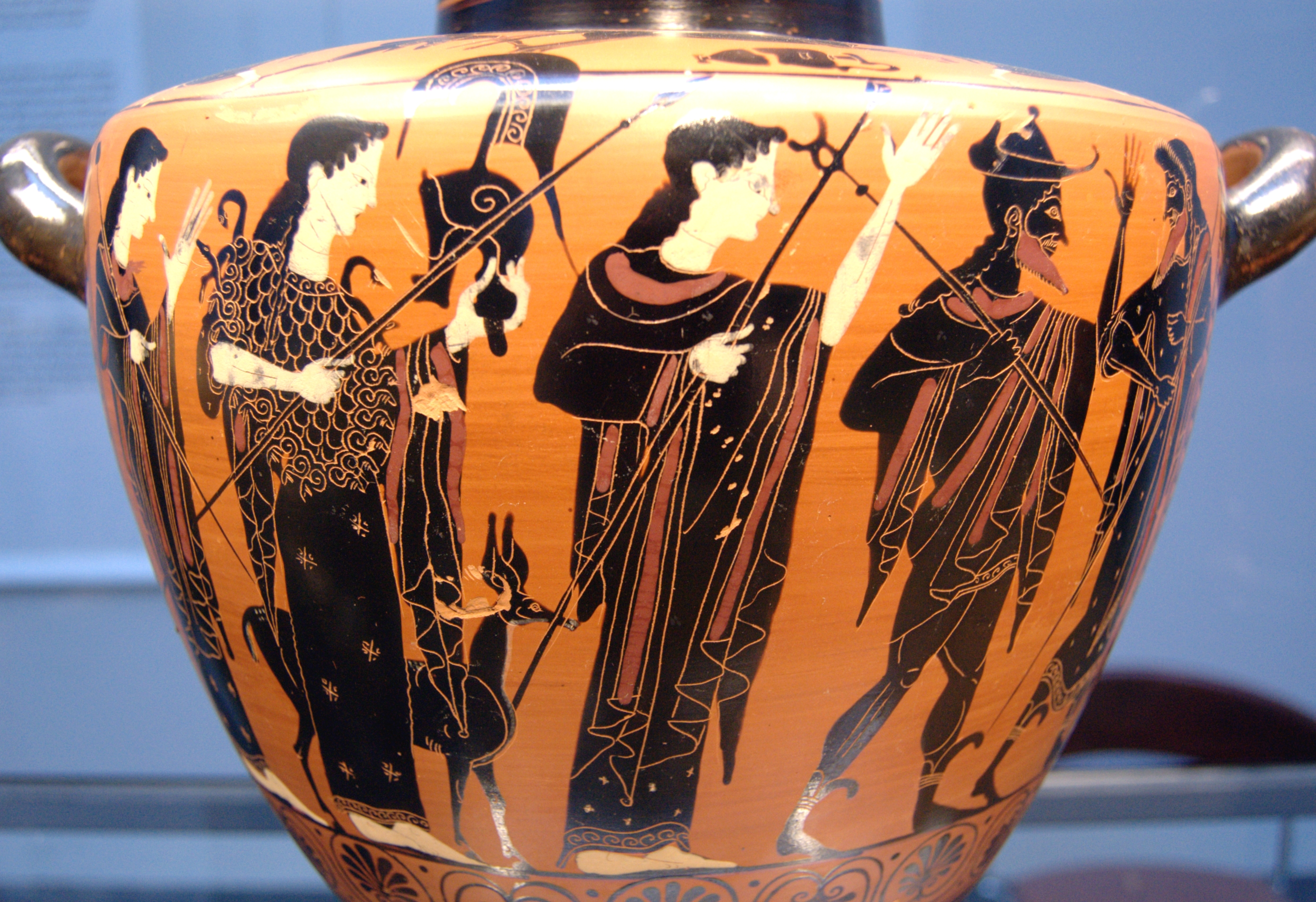
Das Urteil des Paris auf einer attisch-schwarzfigurigen Hydria des Antimenes-Malers, um 510 v. Chr., Staatliche Antikensammlungen München

Alle Götter sind zur Hochzeit des Peleus und der Thetis eingeladen, ausgenommen Eris, die Göttin der Zwietracht. So beleidigt, wirft sie von der Tür aus einen goldenen Apfel mit der Aufschrift τῇ καλλίστῃ (griechisch, „Der Schönsten“, „Für die Schönste“) unter die feiernden Götter des griechischen Olymps. Daraufhin kommt es zum Streit zwischen Hera, Athene und Aphrodite, wem dieser Apfel gebühre (daher auch Zankapfel/Erisapfel).
Zeus als höchster Olympier zieht sich klug aus der Affäre und legt das Urteil in die Hand eines Sterblichen: Er bestimmt den jungen Paris, den schönen, wenngleich verstoßenen Sohn des trojanischen Königs Priamos und der Hekabe, als Schiedsrichter. Der Götterbote Hermes wird beauftragt, die Göttinnen zu dem Königssohn zu bringen, der seit seiner Verstoßung unerkannt als Hirte lebt.
Um den Prinzen für sich zu gewinnen, versucht jede der Göttinnen, ihn zu bestechen, und bietet ihm einen Preis an. Hera verspricht ihm Herrschaft über ganz Asien bzw. die ganze Welt, Athene verspricht Heldenmut bzw. Sieg im Krieg oder Kunstfertigkeit, Aphrodite hingegen bietet Paris die Liebe der schönsten Frau der Welt. Mit dieser Belohnung kann Aphrodite das Urteil für sich entscheiden.
Die schönste Sterbliche, Helena, war jedoch bereits mit Menelaos verheiratet, dem mächtigen König von Sparta. Der Raub an Helena, der begangen werden musste, um das Versprechen zu erfüllen, soll der Auslöser für den Trojanischen Krieg gewesen sein.

## Das Paris-Urteil in der Kunst

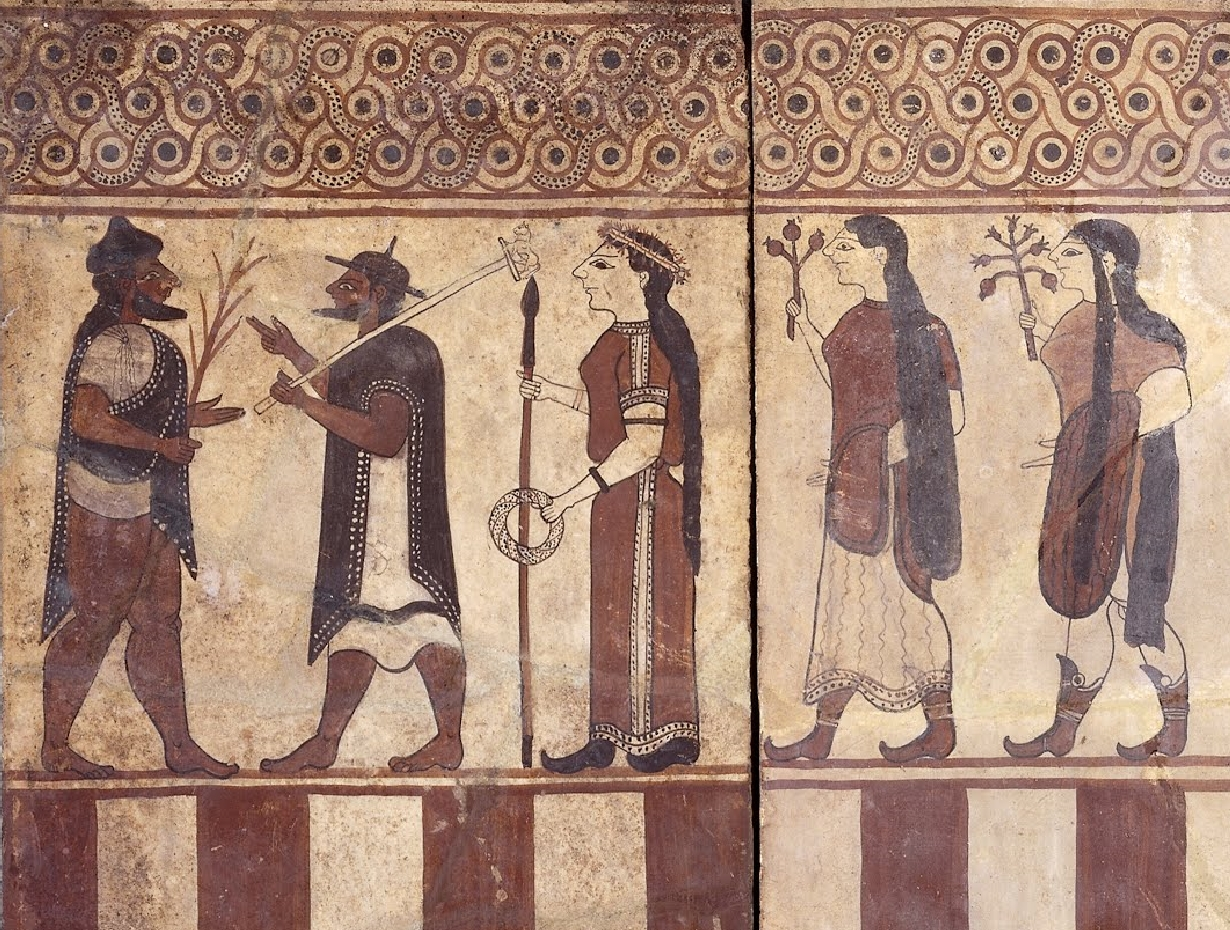
Das Urteil des Paris auf den etruskischen Boccanera-Platten aus dem 6. Jahrhundert v. Chr. Von links nach rechts: Alcsentre (Paris Alexandros); Turms (Hermes); Menrva (Athene); Uni (Hera); Turan (Aphrodite).

Das Urteil des Paris war bereits in der griechischen Vasenmalerei ein häufig dargestelltes Thema. Auch bei den Etruskern findet man dieses Sujet auf Bronzespiegeln und in der Malerei. In nachantiker Zeit und in einem historischen Umfeld, in dem die Darstellung von Nacktheit verpönt war, blieb das Thema beliebt für Gemälde und Skulpturen. Schließlich bot es die Gelegenheit, drei unbekleidete Frauen in unterschiedlicher Pose abzubilden, während der mythologisch-moralische Hintergrund der Szene die Maler vor dem Vorwurf der Obszönität bewahrte. Die Maler konnten die Spannung des Bildes in den verschiedenen Phasen der Vorbereitung suchen und wie Peter Paul Rubens in die beziehungsreichen Blicke der Urteilsfindung legen. Bei Paul Cézanne ist das Urteil gefallen, die eine Göttin verliert ihr Gesicht, die andere wendet sich bereits ab.
Bekannte Beispiele sind:

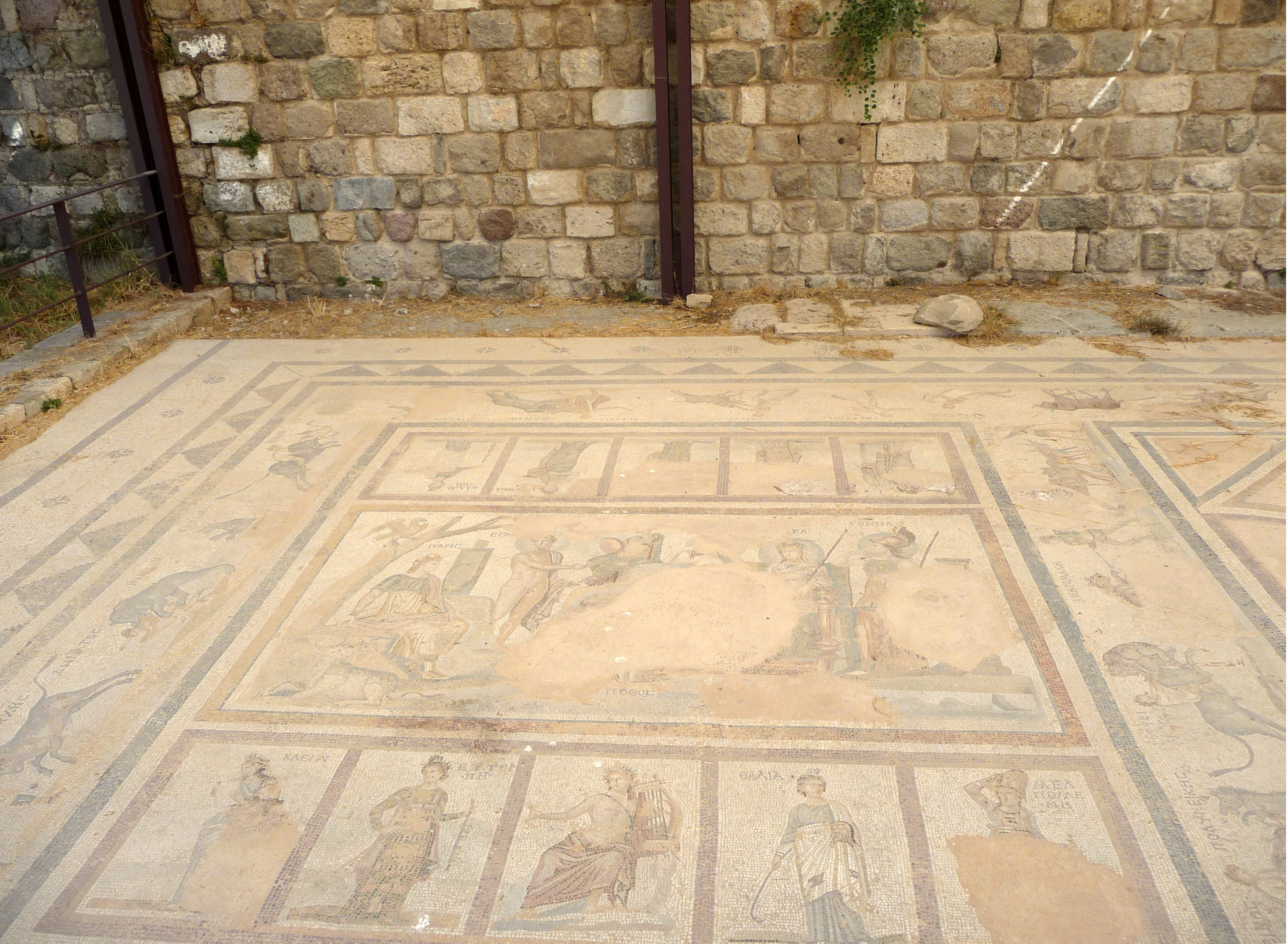
Das Urteil des Paris, Mosaik in Kos-Stadt

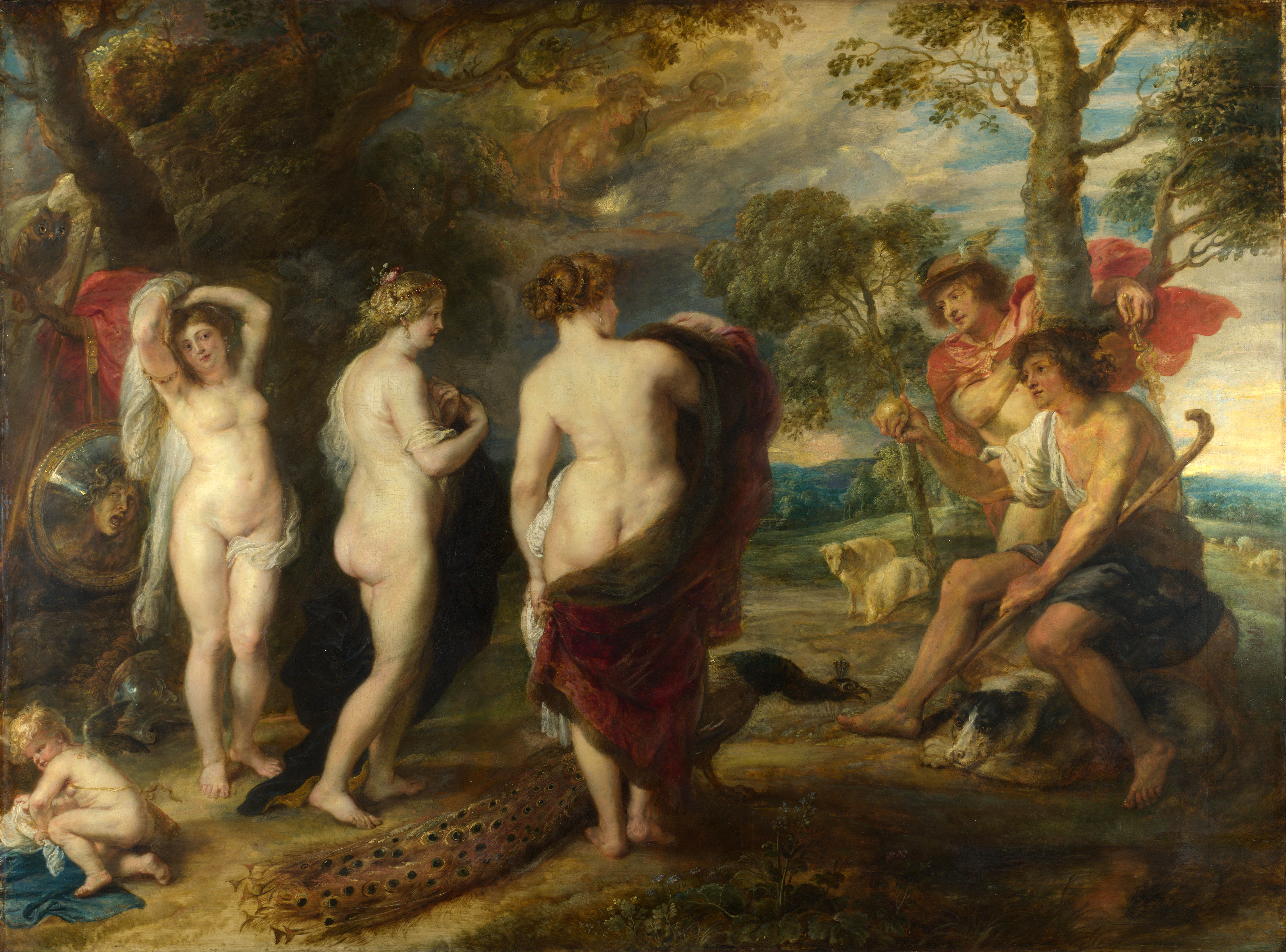
Peter Paul Rubens: Das Urteil des Paris, um 1636, National Gallery (London)

Marcantonio Raimondi: Das Urteil des Paris, um 1515/16, Kupferstich nach einer verschollenen Zeichnung von Raffael

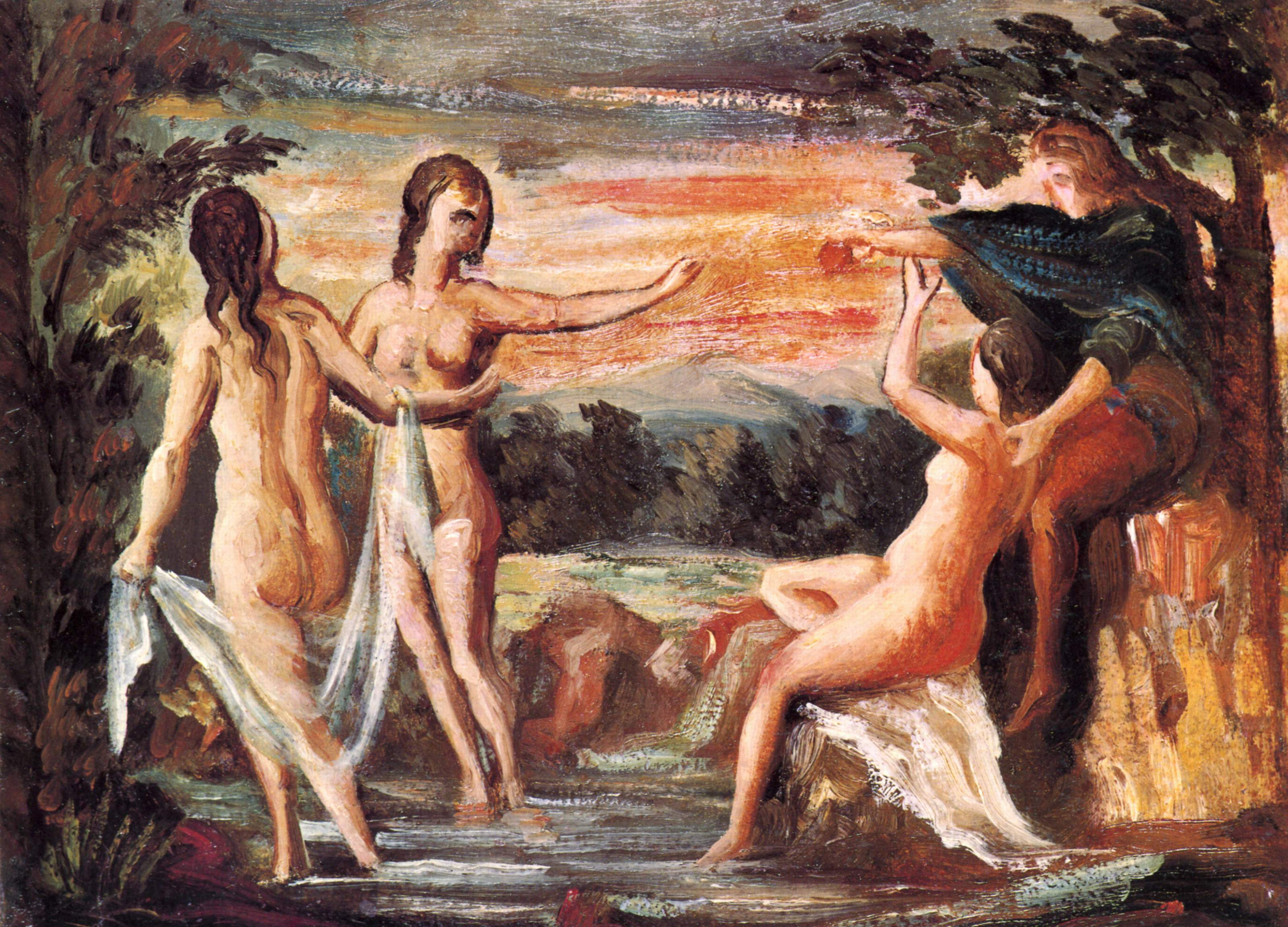
Paul Cézanne: Das Urteil des Paris, 1862–1864. (Nach dem Urteil)

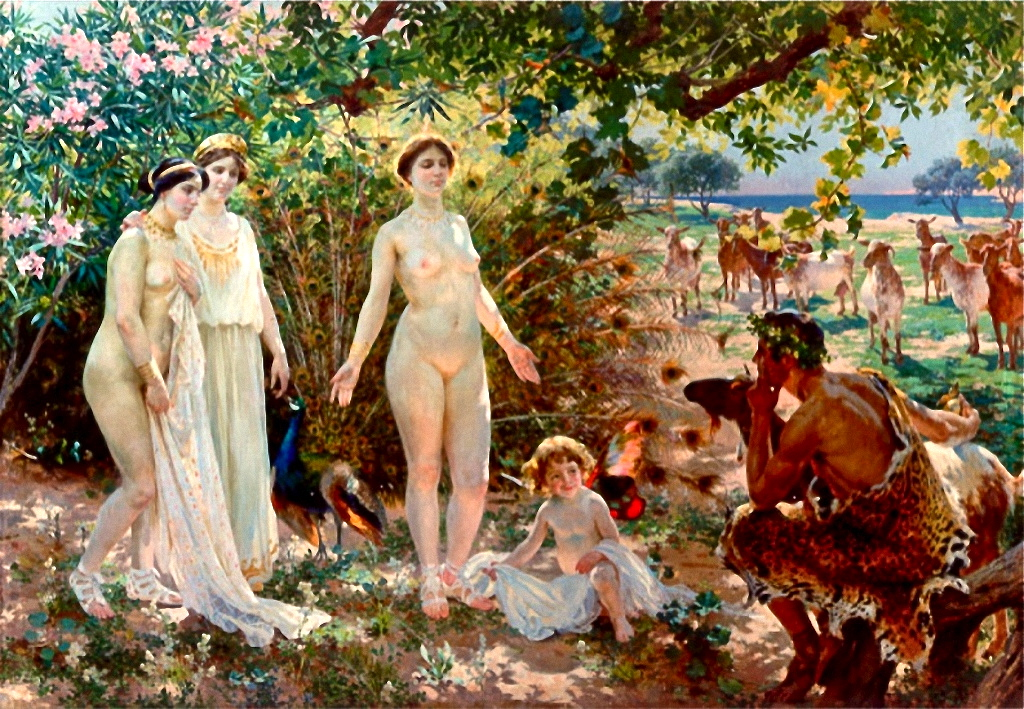
Enrique Simonet: Das Urteil des Paris, um 1904, Museo de Málaga

- Römisches Mosaik in Kos auf der griechischen Insel Kos[18]
- Sandro Botticelli, 1445–1510, Ölgemälde, 1485–1488
- Lucas Cranach d. Ä., 1472–1553, und seine Malerwerkstatt haben zahlreiche Varianten des Themas geschaffen. Heute in u. a.

- Das Urteil des Paris (Berliner Schloss)
- Kunsthalle Karlsruhe,
- Statens Museum for Kunst in Kopenhagen,
- Metropolitan Museum of Art in New York
- Schlossmuseum Schloss Friedenstein in Gotha.

- Marcantonio Raimondi, 1474–1534, Kupferstich, um 1515/16[19]
- Niklaus Manuel Deutsch, um 1484–1530, Ölgemälde, um 1517/18, Kunstmuseum Basel
- Frans Floris de Vriendt, 1517–1570, Ölgemälde
- Hendrick van Balen, 1575–1632, Ölgemälde
- Peter Paul Rubens, 1577–1640, Ölgemälde, 1606–1608, Museo del Prado, Madrid; Ölgemälde, um 1632–1635, National Gallery, London sowie National Gallery of Art, Washington, D.C.
- Massimiliano Soldani-Benzi, 1656–1740, Bronzeskulptur, um 1695/1700
- Francesco Fontebasso, 1709–1768, Ölgemälde
- Martin Johann Schmidt, 1718–1801, Ölgemälde
- Jacques Offenbach, 1819–1880, Operette „Die schöne Helena“, 1864
- Arnold Böcklin, 1827–1901, Ölgemälde
- Anselm Feuerbach, 1829–1880, Ölgemälde
- Henri Fantin-Latour, 1836–1904, Ölgemälde
- Hans von Marées, 1837–1887, Ölgemälde, als Beutekunst im Besitz Russlands
- Paul Cézanne, 1839–1906, Ölgemälde, 1862–1864
- Max Klinger, 1857–1920, Gemälde, 1886/87
- Enrique Simonet, 1866–1927, Ölgemälde, um 1904
- Ernst Ludwig Kirchner, 1880–1938, Ölgemälde, 1913, Wilhelm-Hack-Museum, Ludwigshafen
- Karl Stachelscheid, 1917–1970, Ölgemälde
- Ivo Saliger, 1894–1987, Ölgemälde, 1939, Deutsches Historisches Museum, Berlin
- Von Otto Wilhelm Reuther gibt es eine musikalische Komödie in einem Akt mit Musik von Cesar Bresgen, 1913–1988 (Deutschland, 1943)
- Bohuslav Martinů, 1890–1959, Oper, 1953
- Egbert Herfurth, *1944, Inversdarstellung "Parisurteil" – eine Frau mit Apfel wählt aus drei Männertypen, 1976
- Stefan Thomas, 1932–2025, Skulptur aus mehreren Statuen, 1979 Schuhmarkt Parchim, seit 2000 Grünfläche "Rosengarten" in Parchim, weitere Variante in Greifswald im Hof der Berufsschule
- Wilfried Fitzenreiter, 1932–2008, Skulptur aus mehreren Statuen, Chemnitz/Brühl, 1979[20]
- Markus Lüpertz, *1941, Skulptur aus mehreren Statuen, 2001, Ku’damm-Eck am Kurfürstendamm in Berlin[21]

### Literarische Bearbeitungen
In der Literatur und im Theater fand die Handlung ebenfalls ihren Niederschlag.
- Das Parisurteil, Nürnberger Fastnachtsspiel des 15. Jahrhunderts[22]
- Jean de La Fontaine: Die Zwietracht (Fabel)
- Leopoldo de Villati: Das Urtheil des Paris. Ein musicalisches Schäfer-Spiel in einer Handlung, Berlin 1752[23]
- Christoph Martin Wieland: Das Urtheil des Paris. In: Comische Erzählungen. Frankfurt und Leipzig [= Zürich] 1765.
- Franz Peter Sennfelder: Die Hochzeit des Peleus und der Thetis; Oder Das Urtheil des Paris. Ein allegorisch-heroisches Schauspiel, 1770[24]
- Karl Ignaz Förg: Das Urtheil des Paris, eine mit Musick vermischte Parodie in einem Aufzuge [München, ca. 1775][25]
- August von Kotzebue: Das Urtheil des Paris. Eine heroische Komödie, 1804[26]
- Josef Viktor Widmann: Ein greiser Paris. Dramatische Plauderei in einem Akt (nach einem Motiv aus Boccaccio’s Decamerone), 1897[27]